# Hermann Kesting
Hermann Kesting (* 16. Dezember 1899 in Pivitsheide; † 9. September 1954 in der Universitätsklinik in Göttingen) war ein deutscher Schulrektor und Mitglied des Landtags Lippe.

## Leben
Nach dem Besuch der Präparandenanstalt trat Hermann Kesting im Frühjahr 1916 in das Lehrerseminar in Detmold ein, musste von Juni 1917 an Kriegsdienst im Feldartillerie-Regiment Nr. 58 (Standort Minden) leisten und setzte nach dem Krieg seine Lehrerausbildung fort. Vom 13. Oktober 1919 bis zum 31. Oktober 1922 war er in Augustdorf und von November 1922 an in seinem Heimatort als Lehrer tätig, wo er auch Mitglied der Gemeindevertretung war. Von Mai 1949 an war er Rektor der Bürgerschule in Lage.
Kesting war Mitglied der Deutschen Volkspartei und seit 1931 Vorsitzender des Landesverbandes Lippe. Bei der Landtagswahl 1933 gewann er für seine Partei ein Mandat für den Lippischen Landtag.
Nach dem Krieg gehörte er zur Fraktion der Lippischen Gemeinschaft im Parlament des Landschaftsverbandes Westfalen-Lippe.

### Öffentliche Ämter
- ab 1929 Vorsitzender des Lippischen Landgemeindeverbandes[2]